# Carl Szokoll
Carl Szokoll (Bécs, 1915. október 15. – Bécs, 2004. augusztus 25.) osztrák katonatiszt előbb az osztrák hadseregben, majd az Anschluss után a Wehrmachtban, aki fontos szerepet játszott a Claus Schenk von Stauffenberg neve által fémjelzett Hitler-ellenes összeesküvésben és az ausztriai ellenállásban. A háború után filmrendezői pályán helyezkedett el.

## Élete
Osztrák katona fiaként született. Szegényes körülmények között nőtt fel, de kitűnő tanulmányainak köszönhetően ösztöndíjjal felvették a bécsi katonai akadémiára. Tanulmányai idején ismerkedett meg Christl Kukulával, egy zsidó származású üzletember lányával, akivel azonban az 1938-as Anschlusst követően – a náci zsidótörvények miatt – hivatalosan kénytelen volt megszakítani kapcsolatát, de titokban a háború alatt is kapcsolatban maradt vele.
A zsidó nővel való kapcsolata miatt még 1938-ban áthelyezték a páncélos egységtől (amelynél addig szolgált) egy gyaloghadosztályhoz, melynek kötelékében részt vett a lengyelországi- és franciaországi hadjáratban. Az utóbbiban súlyosan megsebesült, így felépülése után Bécsben osztották be, adminisztrációs munkára.
1943-ban az ekkor századosi rangban szolgáló Szokoll Berlinben megismerkedett Claus Schenk von Stauffenberg ezredessel, aki beavatta a Hitler ellen készülő merénylet részleteibe. Bécsbe való visszatérése után is állandó kapcsolatban állt a szervezkedéssel Robert Bernardis ezredes révén. A július 20-i bombamerénylet idején az ő és Heinrich Kodre ezredes feladata lett volna a bécsi SS-tisztek lefegyverzése és a város biztosítása. Szokoll még a merénylet végrehajtása előtt elkezdte a náci tisztségviselők letartóztatását, de mikor Stauffenberg telefonon értesítette a merénylet sikertelenségéről, elengedte a foglyokat, majd később sikeresen kimagyarázta magát azzal, hogy „csak parancsra cselekedett”, így elkerülte a felelősségre vonást, sőt 1944 őszén őrnaggyá léptették elő.
1945 januárjában kapcsolatba került az ausztriai ellenállási mozgalommal, mellyel szoros együttműködésben igyekezett megakadályozni, hogy a frontvonal közeledésével Bécs megsemmisüljön (Hitler ugyanis erőddé nyilvánította a várost, melyet háztól-házig tartani kell a szovjet rohamokkal szemben). Ennek érdekében Szokoll egy konspirációs hálózatot épített ki a városban szolgáló tisztek között, melyek a tervek szerint kapcsolatba léptek volna a közeledő Vörös Hadsereggel és Bécset nyílt várossá nyilvánították volna. 1945 áprilisában, Bécs ostromának megkezdődése előtt azonban a Gestapo leleplezte az összeesküvést, az abban részt vevő tisztek jelentős részét pedig letartóztatták és kivégezték. Szokoll elmenekült, majd az ostrom alatt az osztrák ellenállók élén, az ún. Radetzky-hadművelet keretében hajtott végre szabotázsakciókat a német csapatok ellen, melyek jelentős szerepet játszottak a város feladásában. Az ostrom után rövid időre szovjet fogságba került, majd szabadon engedték.
A háború után, 1946-ban, feleségül vette Christl Kukulát, akitől később egy fia született. Az 1940-es évek végétől filmrendezőként kezdett dolgozni, leghíresebb filmjeivé az 1954-es Az utolsó híd (Die Letzte Brücke) és az 1981-es Der Bockerer váltak. Megírta önéletrajzát is, mely 2001-ben jelent meg, Die Rettung Wiens 1945. Mein Leben, mein Anteil an der Verschwörung gegen Hitler und an der Befreiung Österreichs címmel.
2004. augusztus 25-én hunyt el Bécsben.